# Lodowy Zwornik
Lodowy Zwornik (słow. Zadný Ľadový štít, niem. Eistaler Schulter, węg. Jég-völgyi-váll) – mało wybitne, zwornikowe wzniesienie o wysokości 2512 lub 2507 m n.p.m. znajdujące się w masywie Lodowego Szczytu, w słowackiej części grani głównej Tatr Wysokich. Od wierzchołka Lodowego Szczytu Lodowy Zwornik oddzielony jest płytką przełęczą Ramię Lodowego, natomiast od Śnieżnego Szczytu – Wyżnią Lodową Przełęczą. Jego wierzchołek nie jest dostępny żadnymi znakowanymi szlakami turystycznymi.
Lodowy Zwornik wysyła na północny zachód długą grań zwaną Kapałkową Granią. Oddziela ona Dolinę Śnieżną od Doliny Suchej Jaworowej. Znajdują się w niej obiekty takie jak: Wielka, Pośrednia i Mała Kapałkowa Turnia, a także Kapałkowe Czuby. Najbliżej zwornika położony jest Kapałkowy Kopiniak, oddzielony Wyżnią Kapałkową Ławką. Szczególnie imponująca jest północna, 275-metrowa ściana Lodowego Zwornika opadająca w kierunku Doliny Śnieżnej.

## Historia
Lodowy Zwornik był odwiedzany zapewne przed pierwszymi wejściami turystycznymi. Wchodzono na niego najprawdopodobniej przy okazji wejść na Lodowy Szczyt i Ramię Lodowego m.in. podczas pomiarów kartograficznych. Nazwa Lodowy Zwornik została nadana dopiero w 1939 r. Wcześniej określano go Punktem 2507, P.2507 lub Ramieniem Lodowego – dzisiejszą nazwą sąsiadującej z nim przełęczy.
Pierwsze znane wejścia:
- Karol Englisch i Johann Hunsdorfer (senior), 16 lub 17 lipca 1902 r. – letnie,
- Kaubková, Jarmila Matějková, Dvořák i Zdeněk Záboj, 20 marca 1948 r. – zimowe.

Prawdopodobnie szczyt był odwiedzany już wcześniej, np. przy okazji pomiarów kartograficznych.